# Acanthopsyche phaea
Acanthopsyche phaea is een vlinder van de familie van de zakjesdragers (Psychidae). De wetenschappelijke naam van deze soort is voor het eerst voorgesteld door Jean Bourgogne in een publicatie uit 1979.
De soort komt voor in Kenia en Tanzania.